# Hoe: Song of the Sirens
Hoe: Song of the Sirens (kor. 回:Song of the Sirens) – dziewiąty minialbum południowokoreańskiej grupy GFriend, wydany 13 lipca 2020 roku przez wytwórnię Source Music i dystrybuowany przez Kakao M. Głównym singlem jest „Apple”. Wydawnictwo jest drugą częścią serii Hoe (kor. 回). Sprzedał się w nakładzie 89 405 egzemplarzy w Korei Południowej (stan na lipiec 2020).

## Wydanie fizyczne
Minialbum Hoe: Song of the Sirens został wydany w trzech wersjach fizycznych: „Broken Room”, „Tilted” i „Apple”.

## Lista utworów
| CD | CD                                                   | CD                                           | CD | CD      |
| Nr | Tytuł utworu                                         | Kompozycja                                   | Aranżacja | Długość |
| -- | ---------------------------------------------------- | -------------------------------------------- | --- | ------- |
| 1. | „Apple”                                              | FRANTS, Pdogg, "hitman" bang                 | FRANTS, Pdogg, "hitman" bang, MonoTree, Eunha, Hannah Robinson, Richard Phillips, Alex Nese, Chendy, Yuju, Noh Joo-hwan, Kim Jin (Makeumine Works), Gu Yeo-rum (Makeumine Works), Lee Su-ran | 3:27    |
| 2. | „Nun-ui sigan” (kor. 눈의 시간, ang. Snow Time)      | Alyssa Ayaka Ichinose                        | Alyssa Ayaka Ichinose, Mike Macdermid, Charlotte Churchman, David Brant, "hitman"bang, Umji, oidheaD, Lee Su-ran, Yuju, Kim Jin (Makeumine Works)                                            | 3:41    |
| 3. | „Geoul-ui bang” (kor. 거울의 , ang. Mirror's Room)   | Noh Joo-hwan, Lee Won-jong                   | Noh Joo-hwan, Lee Won-jong, D.Ori, STEVEN LEE, Caroline Gustavsson, Kim Ki-wi | 3:27    |
| 4. | „Tarot Cards”                                        | Jung Ho-hyun (e.one)                         | Jung Ho-hyun (e.one), Kim Yeon-seo, Sophia Pae, Val Del Prete, MonoTree, Jo Yoon-kyung, Yuju, Eunha, Umji                                                                                    | 3:15    |
| 5. | „Crème Brûlée”                                       | Lee Woo-min "collapsedone", Justin Reinstein | Lee Woo-min "collapsedone", Justin Reinstein, Mayu Wakisaka, Lee Su-ran | 3:17    |
| 6. | „Bugjjog gyedan” (kor. 북쪽 계단, ang. North Stairs) | FRANTS                                       | FRANTS, "hitman" bang | 4:20    |

## Notowania
| Lista                      | Pozycja |
| -------------------------- | ------- |
| Gaon Weekly Album Chart    | 1       |
| Five Music (Tajwan)        | 2       |
| Oricon Weekly Albums Chart | 42      |

## Nagrody w programach muzycznych
| Program                   | Data          | Źródło |
| ------------------------- | ------------- | ------ |
| The Show (SBS MTV)        | 21 lipca 2020 | [ 7 ]  |
| Show Champion (MBC Music) | 22 lipca 2020 | [ 8 ]  |
| M Countdown (Mnet)        | 23 lipca 2020 | [ 9 ]  |